# 西恩·安德魯·法登
西恩·安德魯·法登（英語：Sean Andrew Faden，1973年7月23日—）是一名美國電腦繪圖動畫師。2003年，他因在電影《极限特工》中的工作而獲得土星獎最佳特效獎提名。2008年，他獲得視覺效果協會獎真人廣播節目或廣告中最佳動畫角色的提名（與馬修·哈克特、傑夫·威立特和演員Denis Gauthier一起）。2021年，他因《花木蘭》的視覺特效工作而獲得奧斯卡獎提名。
他在視覺效果和電腦動畫方面的眾多電影和電視作品包括：
- 《泰坦尼克号》（1997年）
- 《酷斯拉》（1998年）
- 《鬥陣俱樂部》（1999年）
- （2000年）
- 《红色星球》（2000年）
- 《聖誕怪傑》（2000年）
- 《Stormrider》（2001年）
- 《時光凶間》（2002年）
- 《极限特工》（2002年）
- 《明天過後》（2004年）
- 《驚天奪寶》（2004年）
- 《歌劇魅影》（2004年）
- （2005年）
- 《巧克力冒險工廠》（2005年）
- 《超人高校》（2005年）
- 《女模煞（英语：Domino (2005 film)）》（2005年）
- 《加勒比海盗2：聚魂棺》（2006年）
- 《時凶感應》（2006年）
- 《阿波卡獵逃》（2006年）
- 《變眼》（2008年）
- 《奇幻逆緣》（2008年）
- 《魔鬼終結者：未來救贖》（2009年）
- 《波西傑克森：神火之賊》（2010年）
- 《半夜鬼上床：夢殺》（2010年）
- 《噬血童話》（2010年）
- 《小人國大歷險》（2011年）
- 《想愛趁現在（英语：A Little Bit of Heaven (2011 film)）》（2011年）
- 《美國隊長：復仇者先鋒》（2011年）
- 《花木蘭》（2020年）
- 《月光騎士》（2022年）

## 外部連結
- 西恩·安德魯·法登在互联网电影资料库（IMDb）上的資料（英文）